# Социалистическая Советская Республика Белоруссия
Социалисти́ческая Сове́тская Респу́блика Белору́ссия (ССРБ; бел. Сацыялістычная Савецкая Рэспубліка Беларусь, ССРБ) — государственное образование, существовавшее на части территории современной Беларуси, с перерывами, с 31 декабря 1918 года до 27 февраля 1919 года и с 31 июля 1920 года до 30 декабря 1922 года; с 31 декабря 1918 года официально называлась Социалисти́ческая Сове́тская Респу́блика Белору́ссия, также Белору́сская Социалисти́ческая Сове́тская Респу́блика. ССРБ считалась советскими историками и продолжает рассматриваться в белорусской историографии как часть истории Белорусской Советской Социалистической Республики, при этом провозглашение ССРБ считается первым провозглашением БССР и продолжением белорусской государственности в новейшее время.

## История

### Предыстория
25 октября (7 ноября) 1917 года Минский Совет рабочих и солдатских депутатов взял власть в городе. 26 ноября (9 декабря) 1917 года Исполнительный Комитет Советов рабочих, солдатских и крестьянских депутатов Западной области слился с Исполнительным Комитетом солдатских депутатов Западного фронта в единый Облиспкомзап, был учрежден Совет Народных Комиссаров (СНК) Западной области. К Облискомзапу перешла власть на всей территории Западной области, неоккупированной германскими войсками. После оккупации Минска германскими войсками Облискомзап эвакуировался в Смоленск, ставший центром Западной области, в состав которой в апреле 1918 года была передана Смоленская губерния Московской области.
С 1918 года председателем Чрезвычайной комиссии Западной области в Смоленске был В. И. Яркин (с января 1919 года — председатель Чрезвычайной комиссии ССРБ, одновременно председатель Минского городского Совета).
Комиссия ВЦИК РСФСР предложила создать Западную область (Западную коммуну) в составе Смоленской, Витебской, Могилёвской, Черниговской, Минской, Виленской и Ковенской губерний с областным центром в Минске. На таких позициях стояло и руководство Северо-Западного обкома РКП(б), облисполкома и СНК Западной области и фронта. Они считали Белоруссию территориальной единицей РСФСР. Подобные взгляды получили воплощение не под влиянием идеи мировой социалистической революции, которая имманентно предполагала самоопределение народов и образование национальных государств. Они аргументировали свои взгляды тем, что белорусы в тот момент не имели выраженных признаков самостоятельной нации, в первую очередь самосознания себя нацией, поэтому принцип самоопределения к ним не подходил.
Другую позицию занял Белорусский национальный комиссариат, созданный 31 января 1918 года при Народном комиссариате по делам национальностей. Руководители Белнацкома А. Червяков, Д. Жилунович и другие считали необходимым создание Белорусской Советской Республики. Эту позицию поддерживали белорусские секции РКП(б), организованные из числа беженцев-белорусов в Петрограде, Москве, Саратове и других городах. Белнацком развернул широкую работу по созданию национальной государственности, организовал в Москве два съезда беженцев-белорусов. Немаловажную роль в осознании необходимости создания национальной республики сыграло провозглашение независимости Белорусской Народной Республики 25 марта 1918 года представителями нескольких национальных движений в условиях немецкой оккупации. После ухода немцев территория была занята Красной армией, правительство БНР было вынуждено эмигрировать на Запад. 21—23 декабря 1918 года Конференция белорусских секций РКП(б) в Москве приняла решение о создании на территории Западной области Белорусской советской республики.

### Создание Социалистической Советской Республики Белоруссия

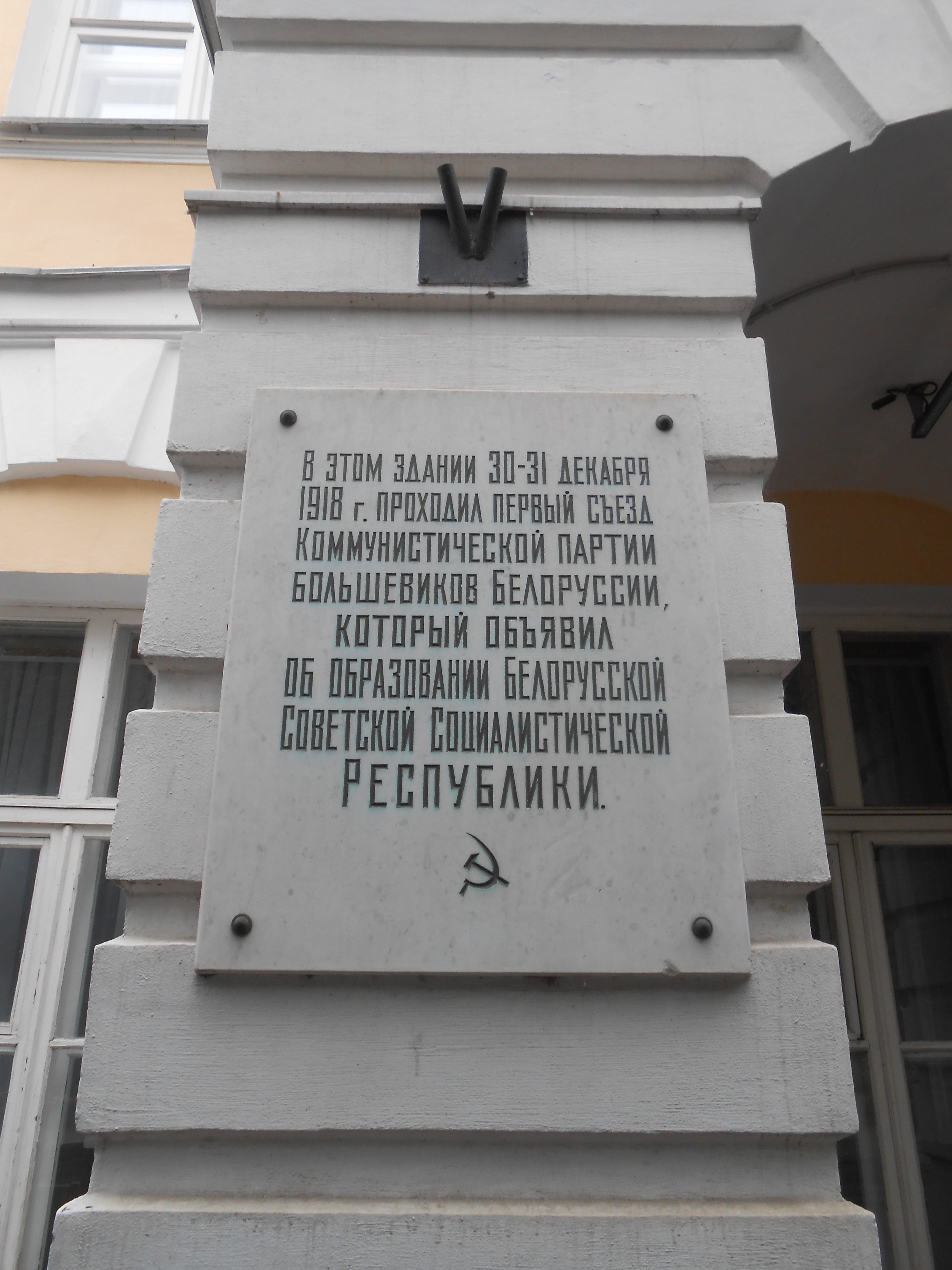
Памятная табличка на бывшем доме Дворянского собрания в Смоленске, в котором 30-31 декабря 1918 года проходил I съезд Компартии Беларуси

30—31 декабря 1918 года на проходившей в Смоленске VI конференции организаций РКП(б) Западной области была создана Коммунистическая партия (большевиков) Белоруссии. Конференция объявила себя первым и учредительным съездом новой партии, который принял решение о создании Социалистической Советской Республики Белоруссия и избрал Временное революционное рабоче-крестьянское правительство под председательством Дмитрия Жилуновича. Там же, в Смоленске, в ночь с 30-го на 31-е декабря 1918 года был обнародован Манифест об образовании Социалистической Советской Республики Белоруссия в составе РСФСР. В состав новообразованной республики вошли Витебская, Гродненская, Могилёвская, Минская и Смоленская губернии.
5 января 1919 года правительство ССРБ переехало из Смоленска в Минск. 16 января 1919 года решением ЦК РКП(б) Смоленская, Витебская и Могилёвская губернии были возвращены в непосредственное подчинение РСФСР. 31 января 1919 года ССРБ вышла из состава РСФСР. 5 февраля 1919 года правительство Советской России (Президиум ВЦИК) приняло постановление «О признании независимости Социалистической Советской Республики Белоруссия». 2 февраля 1919 года в Минске собрался I Всебелорусский съезд Советов рабочих, солдатских и красноармейских депутатов, принявший 3 февраля Конституцию Социалистической Советской Республики Белоруссия.

### Ликвидация ССРБ
27 февраля 1919 года ССРБ объединилась с Литовской Советской Республикой в Литовско-Белорусскую Советскую Социалистическую Республику (Литбел).

## Административно-территориальное деление
7 районов:
- Барановичский (центр Барановичи)
- Витебский (центр Витебск)
- Гомельский (центр Гомель)
- Гродненский (центр Гродно)
- Минский (центр Минск)
- Могилевский (центр Могилёв)
- Смоленский (центр Смоленск)

## Органы исполнительной и законодательной власти ССРБ
Главой Советской Социалистической Республики Белоруссии был председатель Центрального Исполнительного Комитета.
Главой правительства — председатель временного рабоче-крестьянского правительства, позже — председатель Совета народных комиссаров.
Законодательным органом ССРБ являлся Всебелорусский съезд Советов рабочих, солдатских и красноармейских депутатов.

### Руководство
- Дмитрий Жилунович — председатель временного рабоче-крестьянского правительства (31 декабря 1918 — 4 февраля 1919)
- Александр Мясников — председатель Центрального Исполнительного Комитета (4—27 февраля 1919)
- Исаак Рейнгольд — народный комиссар финансов

## Символика Республики

Герб ССРБ 1919 г.

Конституция ССРБ, изданная на четырёх государственных языках, в статье 31 описывала герб республики:
31. Герб ССРБ состоит из изображений на красном фоне в лучах солнца золотых серпа и молота, помещенных крест-накрест рукоятками книзу, окруженных венцом из колосьев с надписью:

а) Социалистическая Советская Республика Белоруссии.

б) Пролетарии всех стран, соединяйтесь!

32. Торговый и военный флаг ССРБ состоит из полотнища красного (алого) цвета, в левом углу которого — у древка, наверху помещены золотые буквы ССРБ, или надпись: Социалистическая Советская Республика Белоруссии.
Изображения этого герба не сохранилось, на известных документах использовался герб, аналогичный гербу РСФСР с девизом на русском языке.

## Восстановление Социалистической Советской Республики Белоруссия

Герб Социалистической Советской Республики Белоруссии 1920 года

После освобождения Красной армией значительной части территории Белоруссии, 31 июля 1920 года восстанавливается независимость Социалистической Советской Республики Белоруссии. В тот же день в газете «Советская Белоруссия» была опубликована Декларация о независимости ССРБ в границах неполных шести уездов Минской губернии. 16 января 1921 г. между Российской Социалистической Федеративной Советской Республикой и Белорусской Социалистической Советской Республикой заключается «Союзный рабоче-крестьянский договор между РСФСР и БССР», в котором признавалась независимость и суверенность каждой из договаривающихся сторон. В 1921 году по рижскому договору были определены границы государства, вследствие чего Западная Белоруссия была отторгнута от БССР и отошла к Польской Республике. А 29 декабря 1922 года на конференции делегаций от съездов Советов РСФСР, УССР, БССР и ЗСФСР был подписан Договор об образовании СССР.